# Wisła Kraków w sezonie 2020/2021 (piłka nożna)
Sezon 2020/2021 jest dla Wisły Kraków 25. sezonem z rzędu, a 81. w całej historii klubu, w najwyższej klasie rozgrywkowej w polskim systemie ligowym w piłce nożnej. Zespół przygotowania do sezonu rozpoczął 30 lipca, a zajęcia przygotowawcze odbyły się na obiektach treningowych w Myślenicach, gdzie zespół trenował także w przerwie zimowej. Pierwszym spotkaniem, które rozegrała drużyna, był sparing 5 sierpnia ze Stalą Mielec. Sezon ligowy krakowski klub rozpoczął 24 sierpnia meczem na wyjeździe z Jagiellonią Białystok. Udział w Pucharze Polski zawodnicy Wisły zakończyli w 1/32 finału. Po 26 kolejkach krakowski klub uplasował się na 13. pozycji w końcowej tabeli. Utrzymanie w najwyższej klasie rozgrywkowej zostało zapewnione na 2 kolejki przed zakończeniem rozgrywek.

## Działalność klubu

### Przed sezonem
4 maja Komisja ds. Licencji Klubowych PZPN przyznała klubowi licencję upoważniającą do uczestnictwa w rozgrywkach Ekstraklasy w sezonie 2020/2021 z nadzorem finansowym.
Przed rozpoczęciem sezonu sponsorem technicznym przestał być Adidas, który odpowiadał za produkcję koszulek od sezonu 2010/2011. Nowym dostawcą sprzętu sportowego oraz oficjalnych strojów meczowych została na okres 5 lat marka odzieżowa Macron. Prezentacja koszulek od włoskiego producenta odbyła się 3 sierpnia. Dla klubu przygotowano domową wersję czerwoną oraz alternatywny model biały i niebieski. W dniu premiery trykoty trafiły do sprzedaży. Zawodnicy Wisły po raz pierwszy w nowym komplecie wyszli 5 sierpnia podczas sparingu ze Stalą Mielec.
Sprzedaż karnetów na sezon 2020/2021, stosując się do otrzymanych wytycznych przeciwepidemicznych, rozpoczęto 30 lipca.
W sierpniu przedstawiciele klubu oraz stowarzyszenia „Socios Wisła Kraków” parafowali umowę o kontynuacji współpracy, w ramach której logo organizacji pozostało na froncie koszulek meczowych na kolejny sezon. Do oficjalnych sponsorów, obecnych na trykotach, dołączyła firma Astor, polski dystrybutor robotów przemysłowych i osprzętu robotowego Kawasaki Robotics. W wyniku przedłużonej o 3 lata umowy sponsorskiej z Nowak-Mosty logo przedsiębiorstwa z branży budowalnej pojawiło się na koszulkach meczowych w edycji 2020/2021.

### Runda jesienna
Na początku rundy jesiennej przedstawiciele klubu i firmy CASS Construction and Steel Structures, która w poprzedniej edycji zasponsorowała przygotowania do wznowienia ligi, podpisali roczny kontrakt, w ramach którego logo przedsiębiorstwa wyeksponowano na spodenkach meczowych drużyny seniorów.
23 października krakowski klub powołał nową sekcję amp futbolu, która powstała po połączeniu z Husarią Kraków, mistrzem Polski w trzech edycjach Amp Futbol Ekstraklasa.
Od grudnia pełnym i oficjalnym nazewnictwem piłkarskiej sekcji, wpisanym także do statutu, stało się Towarzystwo Sportowe Wisła Kraków Spółka Akcyjna. W materiałach reklamowych i rozgrywkach ligowych klub pozostał przy podstawowej nazwie.

#### Koronawirus a Wisła
24 września zespół, sztab szkoleniowy oraz pozostałych pracowników poddano testom na obecność koronawirusa w wyniku kontaktu z osobą zarażoną. Badania potwierdziły wyniki pozytywne wśród przedstawicieli pionu administracyjnego i sportowego. Mecz w ramach 5. kolejki pomiędzy Górnikiem Zabrze a Wisłą odbył się bez konieczności przenoszenia na inny termin. W wyjazdowym spotkaniu wzięli udział gracze, u których nie wykryto infekcji. Mimo wprowadzenia w klubie zaostrzonych norm sanitarno-epidemiologicznych testy z kolejnego tygodnia wykazały nowe przypadki także wśród zawodników. Każda z zarażonych osób została objęta kwarantanną według wytycznych Państwowego Powiatowego Inspektoratu Sanitarnego w Krakowie. Ekstraklasa SA po konsultacjach z Komisją Medyczną PZPN i z Wojewódzką Stacją Sanitarno-Epidemiologiczna ogłosiła decyzję o zmianie terminu spotkania w ramach 6. kolejki pomiędzy krakowskim zespołem a Lechią Gdańsk. W celu ograniczenia kontaktu zespół w pierwszym tygodniu października trenował według indywidualnych rozpisek.
Powrót zawodników, u których po ponownych badaniach nie wykryto infekcji, do grupowych treningów nastąpił 9 października. Osoby z pozytywnymi przypadkami poddały się kwarantannie. Kolejne testy kontrolne, przeprowadzone pod koniec miesiąca, wykazały nowe przypadki z wynikiem pozytywnym – klub wdrożył procedury związane z odizolowaniem graczy i pracowników pionu sportowego i administracyjnego. Piłkarze, którzy ukończyli izolację, zostali włączeni do zajęć grupowych.

### Runda wiosenna
Przed rozpoczęciem drugiej części sezonu Wisła zaprezentowała trzy dedykowane komplety strojów, zawierających detale, których celem było symboliczne nawiązanie do dotychczasowej historii klubu.
W ramach obchodzenia na przestrzeni 2021 roku jubileuszu 115-lecia Wisły Kraków okolicznościowej zmianie uległ klubowy emblemat.
W lutym nastąpiła unia personalna między zarządem spółki akcyjnej Wisły a władzami Towarzystwa Sportowego Wisła Kraków. W skład nowego organu zarządzającego w wyniku rezygnacji członków dotychczasowego zarządu stowarzyszenia weszli Jarosław Królewski, Tomasz Jażdżyński, który zastąpił Rafała Wisłockiego w roli pełniącego obowiązki prezesa oraz Dorota Gburczyk-Sikora z poprzedniego kierownictwa Towarzystwa. Zmiany organizacyjne były realizacją ustaleń z podpisanego 25 stycznia Memorandum o współpracy.

## Stadion

### Przed sezonem
W przedostatnim tygodniu lipca odbyło się pierwsze z serii spotkań przedstawicieli Zarządu Infrastruktury Sportowej w Krakowie, krakowskiego klubu, Rady Miasta Krakowa, Dzielnicy V Krowodrza oraz spółki Archetus, właściciela praw autorskich do projektu stadionu po śmierci Wojciecha Obtułowicza, twórcy Studia Architektonicznego. W rozmowach podjęto temat opracowanych przez projektantów dwóch propozycji zagospodarowania, modernizacji i wykorzystania obszaru wokół Stadionu Miejskiego im. Henryka Reymana. Od drugiego spotkania wśród uczestników rozmów obecni byli także przedstawiciele stowarzyszenia „Socios Wisła Kraków”.
14 sierpnia w siedzibie Zarządu Infrastruktury Sportowej w Krakowie podpisane zostały dokumenty dotyczące udostępniania Stadionu Miejskiego na mecze Wisły Kraków w sezonie 2020/2021 oraz dzierżawy przestrzeni biurowych na potrzeby klubu.

### Runda jesienna
Zwycięska koncepcja przebudowy, zakładająca połączenie z Parkiem im. Henryka Jordana, została wybrana pod koniec sierpnia podczas obrad miejskiej Komisji Sportu. W projekcie zawarto także wybudowanie parkingów naziemnych oraz powstanie przestrzeni dedykowanej pod klubowe muzeum.
W połowie września na Stadionie Miejskim rozpoczęto prace nad wymianą 1638 krzesełek w sektorach VIP zlokalizowanych na Trybunie Zachodniej. Montaż nowych siedzisk zakończono w kolejnym miesiącu.

### Frekwencja
W kolejkach 2 i 4 w wyniku obostrzeń epidemiologicznych mecze odbywały się z ograniczoną ilością widzów na trybunach.

W kolejkach 6-29 spotkania Ekstraklasy rozgrywano bez udziału publiczności w związku z zagrożeniem epidemiologicznym na terytorium Polski.

## PKO BP Ekstraklasa
Z powodu napiętego kalendarza piłkarskiego, wywołanego pandemią COVID-19, po siedmiu latach zrezygnowano z formatu ESA-37 (podział rozgrywek po rundzie zasadniczej na dwie grupy, grające odpowiednio o mistrzostwo i utrzymanie) i przywrócono na jeden sezon obowiązujący wcześniej kształt rozgrywek z 30 kolejkami po osiem meczów każda (razem 240 spotkań)
Po zakończeniu sezonu do I ligi spadnie tylko jeden zespół, gdyż Ekstraklasa zostanie powiększona z 16 do 18 drużyn (bez zmian pozostają zasady awansu z I ligi – pierwsze dwie drużyny bezpośrednio, zaś trzecią wyłonią baraże między zespołami z miejsc 3–6)

### Tabela
| Poz. | Drużyna      | M  | Punkty | Z | R  | P  | Bramki | Bramki | Bramki |
| Poz. | Drużyna      | M  | Punkty | Z | R  | P  | +      | –      | +/−    |
| ---- | ------------ | -- | ------ | - | -- | -- | ------ | ------ | ------ |
| 11   | Lech Poznań  | 30 | 37     | 9 | 10 | 11 | 39     | 38     | +1     |
| 12   | Wisła Płock  | 30 | 33     | 8 | 9  | 13 | 37     | 44     | -7     |
| 13   | Wisła Kraków | 30 | 33     | 8 | 9  | 13 | 39     | 42     | -3     |
| 14   | Cracovia     | 30 | 32     | 8 | 13 | 9  | 28     | 32     | -4     |
| 15   | Stal Mielec  | 30 | 29     | 6 | 11 | 13 | 31     | 47     | -16    |

1. ↑  Cracovia została ukarana pięcioma punktami ujemnymi za przewinienie korupcji w sezonie 2003/2004.

Ostatnia aktualizacja: 30. kolejka

    spadek do I ligi.

### Wyniki spotkań
| Mecz           | Data            | Godz. | Stadion               | Przeciwnik                 | Wynik | Punkty | Strzelcy                                          |
| -------------- | --------------- | ----- | --------------------- | -------------------------- | ----- | ------ | ------------------------------------------------- |
| Runda jesienna |                 |       |                       |                            |       |        |                                                   |
| 1              | 24 sierpnia     | 18:00 | Białystok             | Jagiellonia Białystok      | 1:1   | 1      | Błaszczykowski                                    |
| 2              | 29 sierpnia     | 17:30 | Kraków                | Śląsk Wrocław              | 1:3   | 1      | Pawelec (sam.)                                    |
| 3              | 13 września     | 15:00 | Szczecin              | Pogoń Szczecin             | 2:2   | 2      | Jean Carlos, Chuca                                |
| 4              | 18 września     | 20:30 | Kraków                | Wisła Płock                | 0:3   | 2      | –                                                 |
| 5              | 25 września     | 20:30 | Zabrze                | Górnik Zabrze              | 0:0   | 3      | –                                                 |
| 6              | 28 października | 18:00 | Kraków                | Lechia Gdańsk              | 1:3   | 3      | Jean Carlos                                       |
| 7              | 18 października | 15:00 | Mielec                | Stal Mielec                | 6:0   | 6      | Frydrych, Brown Forbes, Chuca, Yeboah (2), Plewka |
| 8              | 24 października | 15:00 | Kraków                | Podbeskidzie Bielsko-Biała | 3:0   | 9      | Jean Carlos, Chuca, Błaszczykowski                |
| 9              | 8 listopada     | 17:30 | Bełchatów             | Raków Częstochowa          | 0:0   | 10     | –                                                 |
| 10             | 21 listopada    | 20:00 | Grodzisk Wielkopolski | Warta Poznań               | 1:2   | 10     | Mehremić                                          |
| 11             | 28 listopada    | 20:00 | Kraków                | Zagłębie Lubin             | 1:2   | 10     | Brown Forbes                                      |
| 12             | 4 grudnia       | 20:30 | Kraków                | Cracovia                   | 1:1   | 11     | Brown Forbes                                      |
| 13             | 12 grudnia      | 20:00 | Kraków                | Legia Warszawa             | 1:2   | 11     | Yeboah                                            |
| 14             | 19 grudnia      | 20:00 | Poznań                | Lech Poznań                | 1:0   | 14     | Błaszczykowski                                    |
| Runda wiosenna |                 |       |                       |                            |       |        |                                                   |
| 15             | 31 stycznia     | 15:00 | Kraków                | Piast Gliwice              | 3:4   | 14     | Burliga, Sadlok, Brown Forbes                     |
| 16             | 7 lutego        | 17:30 | Białystok             | Jagiellonia Białystok      | 2:0   | 17     | Sadlok, Brown Forbes                              |
| 17             | 12 lutego       | 20:30 | Wrocław               | Śląsk Wrocław              | 1:1   | 18     | Yeboah                                            |
| 18             | 19 lutego       | 20:30 | Kraków                | Pogoń Szczecin             | 2:1   | 21     | Zech (sam.), Brown Forbes                         |
| 19             | 28 lutego       | 12:30 | Płock                 | Wisła Płock                | 3:1   | 24     | Boguski (2), Radaković                            |
| 20             | 5 marca         | 20:30 | Kraków                | Górnik Zabrze              | 0:0   | 25     | –                                                 |
| 21             | 13 marca        | 17:30 | Gdańsk                | Lechia Gdańsk              | 0:2   | 25     | –                                                 |
| 22             | 21 marca        | 15:00 | Kraków                | Stal Mielec                | 3:1   | 28     | Brown Forbes, Frydrych, Savić                     |
| 23             | 5 kwietnia      | 15:00 | Bielsko-Biała         | Podbeskidzie Bielsko-Biała | 0:2   | 28     | –                                                 |
| 24             | 9 kwietnia      | 20:30 | Kraków                | Raków Częstochowa          | 1:2   | 28     | Frydrych                                          |
| 25             | 17 kwietnia     | 20:00 | Kraków                | Warta Poznań               | 0:1   | 28     | –                                                 |
| 26             | 21 kwietnia     | 18:00 | Lubin                 | Zagłębie Lubin             | 1:4   | 28     | Balić (sam.)                                      |
| 27             | 24 kwietnia     | 20:00 | Kraków                | Cracovia                   | 0:0   | 29     | –                                                 |
| 28             | 1 maja          | 18:00 | Warszawa              | Legia Warszawa             | 0:0   | 30     | –                                                 |
| 29             | 8 maja          | 18:00 | Kraków                | Lech Poznań                | 1:2   | 30     | Błaszczykowski                                    |
| 30             | 16 maja         | 17:30 | Gliwice               | Piast Gliwice              | 3:2   | 33     | Gruszkowski, Savić, Starzyński                    |

1. ↑  W pierwotnym terminie (4 października 2020, 12:30) mecz został odwołany z powodu zakażeń koronawirusem SARS-CoV-2 wśród przedstawicieli zespołu i pionu administracyjnego.
2. ↑  Mecz przełożony z pierwotnego terminu (6 listopada 2020, 20:30) na prośbę telewizji Canal+.
3. ↑  Raków rozgrywał spotkania jako gospodarz na stadionie w Bełchatowie z powodu rozpoczęcia budowy obiektu w Częstochowie zgodnego z wymogami licencyjnymi.
4. ↑  Mecz przeniesiony z pierwotnego terminu (23 listopada 2020, 18:00) w wyniku zmian wprowadzonych przez Ekstraklasę SA w ligowym terminarzu.
5. ↑  Warta rozgrywała spotkania jako gospodarz na stadionie w Grodzisku Wielkopolskim ze względu na niespełnienie wymogów licencyjnych przez obiekt w Poznaniu.
6. ↑  Mecz przeniesiony z pierwotnego terminu (1 marca 2021, 18:00) w wyniku zmian wprowadzonych przez Ekstraklasę SA w ligowym terminarzu.

Ostatnia aktualizacja: 30. kolejka

    zwycięstwo     remis     porażka

### Kolejka po kolejce
| 1 | 2  | 3  | 4  | 5  | 6  | 7  | 8 | 9 | 10 | 11 | 12 | 13 | 14 | 15 | 16 | 17 | 18 | 19 | 20 | 21 | 22 | 23 | 24 | 25 | 26 | 27 | 28 | 29 | 30 |
| - | -- | -- | -- | -- | -- | -- | - | - | -- | -- | -- | -- | -- | -- | -- | -- | -- | -- | -- | -- | -- | -- | -- | -- | -- | -- | -- | -- | -- |
| 6 | 12 | 12 | 13 | 13 | 14 | 12 | 9 | 9 | 11 | 12 | 12 | 14 | 12 | 14 | 12 | 13 | 12 | 10 | 11 | 11 | 11 | 11 | 12 | 12 | 12 | 13 | 13 | 14 | 13 |

    spadek do I ligi.

## Fortuna Puchar Polski
Jako drużyna występująca w sezonie 2019/2020 w rozgrywkach Ekstraklasy, Wisła Kraków rozpoczęła rozgrywki Pucharu od 1/32 finału.
| Faza | Data        | Godz. | Stadion                 | Przeciwnik                   | Wynik | Strzelcy |
| ---- | ----------- | ----- | ----------------------- | ---------------------------- | ----- | -------- |
| 1/32 | 15 sierpnia | 19:29 | Ostrowiec Świętokrzyski | KSZO Ostrowiec Świętokrzyski | 1:2   | Chuca    |

Stan na: 15 sierpnia 2020
    zwycięstwo     remis     porażka

## Mecze towarzyskie
| Data                                | Przeciwnik                   | Miejsce           | Wynik | Strzelcy                                         |
| ----------------------------------- | ---------------------------- | ----------------- | ----- | ------------------------------------------------ |
| Rozegrane w przerwie letniej        |                              |                   |       |                                                  |
| 5 sierpnia                          | Stal Mielec                  | Myślenice         | 4:2   | Jean Carlos (3), Boguski                         |
| 8 sierpnia                          | Podbeskidzie Bielsko-Biała   | Bielsko-Biała     | 1:0   | Sadlok                                           |
| Rozegrane w trakcie rundy jesiennej |                              |                   |       |                                                  |
| 5 września                          | Stal Mielec                  | Wola Chorzelowska | 2:0   | Basha, Abramowicz                                |
| Rozegrane w przerwie zimowej        |                              |                   |       |                                                  |
| 13 stycznia                         | Podhale Nowy Targ            | Myślenice         | 5:0   | Jean Carlos, Buksa, Bećiraj, Szywacz, Abramowicz |
| 13 stycznia                         | MŠK Žilina                   | Kraków            | 2:2   | Frydrych, Kiwior (sam.)                          |
| 16 stycznia                         | Zagłębie Sosnowiec           | Sosnowiec         | 2:2   | Yeboah, Savić                                    |
| 23 stycznia                         | Bruk-Bet Termalica Nieciecza | Kraków            | 2:1   | Buksa, Boguski                                   |

1. ↑  Mecz w okresie przerwy reprezentacyjnej.
2. ↑  Pierwotnie rywalem miał być  Spartak Trnawa, mecz został odwołany z powodu zakażeń koronawirusem SARS-CoV-2 wśród przedstawicieli słowackiego zespołu.

Stan na: 17 maja 2021
    zwycięstwo     remis     porażka

## Zawodnicy
Jakub Błaszczykowski w 4. kolejce przeciwko Wiśle Płock zanotował 100. występ dla krakowskiego klubu.
Maciej Sadlok przeciwko Górnikowi Zabrze w 5. kolejce zagrał 300. spotkanie na szczeblu najwyższej klasy rozgrywkowej polskiego systemu ligowego.
Łukasz Burliga w 5. kolejce zagrał 150. oficjalny mecz w historii swoich występów dla Wisły Kraków.
Mateusz Lis w 10. kolejce wystąpił po raz 50. w składzie Wisły.
Rafał Boguski w 19. kolejce zrównał się z Władysławem Kawulą, trzecim zawodnikiem w historii Wisły pod względem rozegranych spotkań w zespole. 37-letni zawodnik został także najstarszym zdobywcą dwóch goli w meczu w dziejach klubu. W następnej kolejce zagrał 350. spotkanie na szczeblu najwyższej klasy rozgrywkowej polskiego systemu ligowego.
Jakub Błaszczykowski w 21. kolejce przeciwko Lechii Gdańsk zanotował 200. występ dla krakowskiego klubu.
Łukasz Burliga w 22. kolejce zagrał 150. oficjalny mecz w historii swoich występów dla Wisły Kraków na szczeblu najwyższej klasy rozgrywkowej polskiego systemu ligowego.
Maciej Sadlok w 26. kolejce wystąpił po raz 200. w składzie Wisły podczas ligowego spotkania.

### Skład
| Nr                    | Zawodnik               | Data urodzenia       | W klubie od | Poprzedni klub        | Ekstraklasa | Ekstraklasa | Puchar Polski | Puchar Polski | RAZEM | RAZEM |        |        |
| Nr                    | Zawodnik               | Data urodzenia       | W klubie od | Poprzedni klub        |             |             |               |               |       |       | EKS/PP | EKS/PP |
| --------------------- | ---------------------- | -------------------- | ----------- | --------------------- | ----------- | ----------- | ------------- | ------------- | ----- | ----- | ------ | ------ |
| Bramkarze             |                        |                      |             |                       |             |             |               |               |       |       |        |        |
| 1                     | Mateusz Lis            | 27 lutego 1997       | 2018        | Lech Poznań           | 27          | 0           | 0             | 0             | 27    | 0     | 2/0    | 0      |
| 22                    | Michał Buchalik        | 3 lutego 1989        | 2014        | Ruch Chorzów          | 3           | 0           | 1             | 0             | 4     | 0     | 0      | 0      |
| 48                    | Kamil Broda M          | 19 lipca 2001        | 2017        | Wisła Kraków U-19     | 0           | 0           | 0             | 0             | 0     | 0     | 0      | 0      |
|                       | Miłosz Jaskuła M       | 23 grudnia 2003      | 2020        | FC Wrocław Academy    | 0           | 0           | 0             | 0             | 0     | 0     | 0      | 0      |
| Obrońcy               |                        |                      |             |                       |             |             |               |               |       |       |        |        |
| 2                     | Rafał Janicki          | 5 lipca 1992         | 2019        | Lechia Gdańsk         | 4           | 0           | 1             | 0             | 5     | 0     | 0      | 0      |
| 2                     | Krystian Wachowiak M   | 19 października 2001 | 2021        | Chojniczanka Chojnice | (1)         | 0           | 0             | 0             | 1     | 0     | 0      | 0      |
| 3                     | Adi Mehremić           | 4 marca 1999         | 2020        | CD Aves               | 11          | 1           | 0             | 0             | 11    | 1     | 4/0    | 0      |
| 4                     | Maciej Sadlok          | 29 czerwca 1989      | 2014        | Ruch Chorzów          | 24 (1)      | 2           | 1             | 0             | 26    | 2     | 6/0    | 0      |
| 5                     | Lukas Klemenz          | 24 września 1995     | 2019        | Jagiellonia Białystok | 3 (1)       | 0           | 0             | 0             | 4     | 0     | 0      | 0      |
| 5                     | Souleymane Koné        | 1 maja 1996          | 2021        | KVC Westerlo          | 5 (2)       | 0           | 0             | 0             | 7     | 0     | 3/0    | 0      |
| 8                     | Łukasz Burliga         | 10 maja 1988         | 2019        | Jagiellonia Białystok | 18 (4)      | 1           | 1             | 0             | 23    | 0     | 8/0    | 0      |
| 14                    | Daniel Hoyo-Kowalski M | 12 lipca 2003        | 2019        | Akademia Wisła Kraków | (1)         | 0           | 1             | 0             | 2     | 0     | 0/1    | 0      |
| 17                    | Serafin Szota M        | 4 marca 1999         | 2019        | Zagłębie Lubin        | 3 (5)       | 0           | 0             | 0             | 8     | 0     | 2/0    | 0      |
| 19                    | David Niepsuj          | 16 sierpnia 1995     | 2019        | Pogoń Szczecin        | 1 (1)       | 0           | 0             | 0             | 2     | 0     | 0      | 0      |
| 20                    | Konrad Gruszkowski M   | 27 stycznia 2001     | 2020        | Wisła II Kraków       | 4 (3)       | 1           | 0             | 0             | 7     | 1     | 1/0    | 0      |
| 25                    | Michal Frydrych        | 27 lutego 1990       | 2020        | Slavia Praga          | 24          | 3           | 0             | 0             | 24    | 3     | 8/0    | 0      |
| 26                    | Uroš Radaković         | 31 marca 1994        | 2021        | Sparta Praga          | 5 (1)       | 1           | 0             | 0             | 6     | 1     | 1/0    | 0      |
| 33                    | Dawid Abramowicz       | 16 maja 1991         | 2020        | Radomiak Radom        | 8 (4)       | 0           | 0             | 0             | 12    | 0     | 1/0    | 0      |
| 34                    | Tim Hall               | 15 kwietnia 1997     | 2021        | Gil Vicente           | 0           | 0           | 0             | 0             | 0     | 0     | 0      | 0      |
| 43                    | Dawid Szot M           | 29 kwietnia 2001     | 2019        | Wisła Kraków U-19     | 15 (5)      | 0           | 0             | 0             | 20    | 0     | 5/0    | 0      |
| 56                    | Kamil Głogowski M      | 22 lipca 2004        | 2021        | Wisła Kraków U-19     | 0           | 0           | 0             | 0             | 0     | 0     | 0      | 0      |
| Pomocnicy             |                        |                      |             |                       |             |             |               |               |       |       |        |        |
| 6                     | Vullnet Basha          | 11 lipca 1990        | 2017        | UCAM Murcia CF        | 5 (4)       | 0           | 0             | 0             | 9     | 0     | 3/0    | 0      |
| 7                     | Michał Mak             | 14 listopada 1991    | 2019        | Lechia Gdańsk         | 1 (3)       | 0           | 1             | 0             | 5     | 0     | 1/0    | 0      |
| 9                     | Rafał Boguski          | 9 czerwca 1984       | 2005        | ŁKS Łomża             | 1 (10)      | 2           | 1             | 0             | 12    | 2     | 1/0    | 0      |
| 10                    | Gieorgij Żukow         | 12 listopada 1994    | 2020        | Kajrat Ałmaty         | 21 (4)      | 0           | 1             | 0             | 26    | 0     | 7/0    | 0      |
| 16                    | Jakub Błaszczykowski   | 14 grudnia 1985      | 2019        | VfL Wolfsburg         | 3 (13)      | 4           | 0             | 0             | 16    | 4     | 0      | 0      |
| 18                    | Chuca                  | 10 czerwca 1997      | 2019        | Villarreal II         | 10 (3)      | 3           | 1             | 1             | 14    | 4     | 3/0    | 0      |
| 21                    | Nikola Kuveljić        | 6 kwietnia 1997      | 2020        | Javor Ivanjica        | 8 (4)       | 0           | 0             | 0             | 12    | 0     | 2/0    | 0      |
| 34                    | David Mawutor          | 12 kwietnia 1992     | 2021        | Żetysu Tałdykorgan    | 3 (4)       | 0           | 0             | 0             | 7     | 0     | 2/0    | 0      |
| 41                    | Kacper Duda M          | 1 stycznia 2004      | 2020        | Wisła II Kraków       | 0           | 0           | 0             | 0             | 0     | 0     | 0      | 0      |
| 77                    | Stefan Savić           | 9 stycznia 1994      | 2020        | Olimpija Lublana      | 23 (4)      | 2           | (1)           | 0             | 28    | 2     | 3/0    | 0      |
| 80                    | Patryk Plewka M        | 2 stycznia 2000      | 2017        | Wisła Kraków U-19     | 17          | 1           | (1)           | 0             | 18    | 1     | 1/0    | 0      |
| 99                    | Damian Pawłowski M     | 27 stycznia 1999     | 2019        | Pogoń Szczecin        | 0           | 0           | 0             | 0             | 0     | 0     | 0      | 0      |
| Napastnicy            |                        |                      |             |                       |             |             |               |               |       |       |        |        |
| 11                    | Fatos Beqiraj          | 5 maja 1988          | 2020        | Maccabi Netanja       | 1 (9)       | 0           | (1)           | 0             | 11    | 0     | 0      | 0      |
| 15                    | Jean Carlos            | 2 maja 1996          | 2019        | Recreativo Granada    | 18 (4)      | 3           | 1             | 0             | 23    | 3     | 2/1    | 0      |
| 40                    | Yaw Yeboah             | 28 marca 1997        | 2020        | CD Numancia           | 26 (2)      | 4           | 0             | 0             | 28    | 4     | 2/0    | 0      |
| 44                    | Aleksander Buksa M     | 15 stycznia 2003     | 2019        | Akademia Wisła Kraków | 1 (12)      | 0           | 1             | 0             | 14    | 0     | 1/0    | 0      |
| 54                    | Piotr Starzyński M     | 22 stycznia 2004     | 2021        | Wisła Kraków U-19     | 10 (5)      | 1           | 0             | 0             | 15    | 1     | 0      | 0      |
| 59                    | Przemysław Zdybowicz M | 10 stycznia 2000     | 2019        | GKS Bełchatów         | 0           | 0           | 0             | 0             | 0     | 0     | 0      | 0      |
| 55                    | Žan Medved             | 14 czerwca 1999      | 2021        | Slovan Bratysława     | 5 (8)       | 0           | 0             | 0             | 13    | 0     | 1/0    | 0      |
| 99                    | Felicio Brown Forbes   | 28 sierpnia 1991     | 2020        | Raków Częstochowa     | 22          | 7           | 0             | 0             | 22    | 7     | 6/0    | 1/0    |
| Stan na: 17 maja 2021 |                        |                      |             |                       |             |             |               |               |       |       |        |        |

1. ↑  Do 14 grudnia 2020.
2. ↑  Od 3 lutego 2021.
3. ↑  W kolejkach 19-30 pauzował z powodu urazu więzadła stawu skokowego.
4. ↑  Do 22 stycznia 2021.
5. ↑  Od 27 stycznia 2021.
6. ↑  Od 30 grudnia 2020.
7. ↑  Do 5 lutego 2021.
8. ↑  Od 16 września 2020.
9. ↑  Od 24 lutego 2021.
10. ↑  Do 29 stycznia 2021.
11. ↑  14 stycznia – 25 stycznia 2021.
12. ↑  Do 10 lutego 2021.
13. ↑  W kolejkach 13-21 pauzował z powodu urazu barku.
14. ↑  Od 19 lutego 2021.
15. ↑  Wypożyczony od 10 września 2020.
16. ↑  Wypożyczony od 4 września 2020.
17. ↑  Wypożyczony od 11 lutego 2021.
18. ↑  Od 30 grudnia 2020, wypożyczony od 1 lutego 2021.
19. ↑  Od 23 stycznia 2021.
20. ↑  Od 5 października 2020.

- W nawiasach wprowadzenia na boisko.
- odejścia ze składu     przyjścia do składu
- M  Od sezonu 2019/2020 każda drużyna ma obowiązek wystawiania co najmniej jednego młodzieżowca w składzie, którego wiek w rozgrywkach Ekstraklasy wynosi do 22 lat.

### Transfery

#### Przyszli
| Poz            | Nazwisko             | Poprzedni klub        | Typ                   | Koniec          | Kwota transferu  | Źródło |
| -------------- | -------------------- | --------------------- | --------------------- | --------------- | ---------------- | ------ |
| Okienko letnie |                      |                       |                       |                 |                  |        |
| NA             | Fatos Beqiraj        | Maccabi Netanja       | wolny transfer        | 30 czerwca 2022 |                  | [ 39 ] |
| OB             | Adi Mehremić         | CD Aves               | wolny transfer        | 30 czerwca 2021 |                  | [ 40 ] |
| PO             | Stefan Savić         | Olimpija Lublana      | wolny transfer        | 30 czerwca 2022 |                  | [ 41 ] |
| PO             | Patryk Plewka        | Stal Rzeszów          | powrót z wypożyczenia | 30 czerwca 2021 |                  | [ 42 ] |
| NA             | Yaw Yeboah           | CD Numancia           | wolny transfer        | 30 czerwca 2023 |                  | [ 43 ] |
| OB             | Dawid Abramowicz     | Radomiak Radom        | transfer              | 30 czerwca 2022 | brak danych      | [ 44 ] |
| OB             | Michal Frydrych      | Slavia Praga          | transfer              | 30 czerwca 2023 | brak danych      | [ 45 ] |
| NA             | Felicio Brown Forbes | Raków Częstochowa     | transfer              | 30 czerwca 2022 | 75 000-175 000 € | [ 47 ] |
| Okienko zimowe |                      |                       |                       |                 |                  |        |
| OB             | Serafin Szota        | Stomil Olsztyn        | powrót z wypożyczenia | 30 czerwca 2022 |                  | [ 48 ] |
| NA             | Przemysław Zdybowicz | GKS Bełchatów         | powrót z wypożyczenia | 30 czerwca 2023 |                  | [ 48 ] |
| OB             | Tim Hall             | Gil Vicente FC        | wolny transfer        | 30 czerwca 2023 |                  | [ 49 ] |
| PO             | Mateusz Młyński      | Arka Gdynia           | wolny transfer        | 30 czerwca 2025 |                  | [ 50 ] |
| NA             | Hubert Sobol         | Lech Poznań           | wolny transfer        | 30 czerwca 2024 |                  | [ 51 ] |
| NA             | Žan Medved           | Slovan Bratysława     | wypożyczenie          | 30 czerwca 2021 |                  | [ 52 ] |
| OB             | Souleymane Koné      | KVC Westerlo          | wolny transfer        | 30 czerwca 2021 |                  | [ 53 ] |
| Runda wiosenna |                      |                       |                       |                 |                  |        |
| OB             | Alan Uryga           | Wisła Płock           | wolny transfer        | 30 czerwca 2026 |                  | [ 53 ] |
| OB             | Krystian Wachowiak   | Chojniczanka Chojnice | transfer              | 30 czerwca 2025 | 500 000 €        | [ 55 ] |
| PO             | David Mawutor        | Żetysu Tałdykorgan    | wolny transfer        | 30 czerwca 2021 |                  | [ 56 ] |
| OB             | Uroš Radaković       | Sparta Praga          | wypożyczenie          | 30 czerwca 2021 |                  | [ 57 ] |

1. ↑  Kontrakt obowiązywał od 1 lipca 2021.
2. ↑  Kontrakt obowiązywał od 1 lipca 2021.
3. ↑  Kontrakt obowiązywał od 1 lipca 2021.

Stan na: 17 maja 2021

#### Odeszli
| Poz            | Nazwisko             | Nowy klub                  | Typ                   | Kwota transferu | Źródło |
| -------------- | -------------------- | -------------------------- | --------------------- | --------------- | ------ |
| Okienko letnie |                      |                            |                       |                 |        |
| NA             | Paweł Brożek         |                            | koniec kariery        |                 | [ 58 ] |
| OB             | Marcin Wasilewski    |                            | koniec kariery        |                 | [ 59 ] |
| BR             | Kais Al-Ani          |                            | koniec kontraktu      |                 | [ 60 ] |
| NA             | Krzysztof Drzazga    | Miedź Legnica              | koniec kontraktu      |                 | [ 60 ] |
| PO             | Mateusz Hołownia     | Legia Warszawa             | koniec wypożyczenia   |                 | [ 60 ] |
| NA             | Ľubomír Tupta        | Hellas Verona              | koniec wypożyczenia   |                 | [ 60 ] |
| PO             | Vukan Savićević      | Samsunspor                 | transfer              | 350 000 €       | [ 62 ] |
| PO             | Kamil Wojtkowski     |                            | koniec kontraktu      |                 | [ 63 ] |
| BR             | Kacper Chorążka      |                            | koniec kontraktu      |                 | [ 64 ] |
| NA             | Przemysław Zdybowicz | GKS Bełchatów              | wypożyczenie          |                 | [ 65 ] |
| PO             | Damian Pawłowski     | Stal Mielec                | wypożyczenie          |                 | [ 66 ] |
| PO             | Mateusz Duda         | Garbarnia Kraków           | wypożyczenie          |                 | [ 67 ] |
| PO             | Daniel Morys         | Garbarnia Kraków           | transfer              | wolny transfer  | [ 68 ] |
| NA             | Artur Balicki        | Garbarnia Kraków           | wypożyczenie          |                 | [ 69 ] |
| OB             | Rafał Janicki        | Podbeskidzie Bielsko-Biała | rozwiązanie kontraktu |                 | [ 70 ] |
| OB             | Lukas Klemenz        | Budapest Honvéd FC         | transfer              | 50 000 €        | [ 71 ] |
| OB             | Tim Hall             |                            | rozwiązanie kontraktu |                 | [ 72 ] |
| OB             | Dawid Abramowicz     | Radomiak Radom             | transfer              | brak danych     | [ 73 ] |
| Runda wiosenna |                      |                            |                       |                 |        |
| NA             | Przemysław Zdybowicz | Resovia Rzeszów            | wypożyczenie          |                 | [ 74 ] |
| OB             | David Niepsuj        | Podbeskidzie Bielsko-Biała | rozwiązanie kontraktu |                 | [ 75 ] |
| PO             | Michał Mak           | Górnik Łęczna              | rozwiązanie kontraktu |                 | [ 76 ] |
| NA             | Fatos Beqiraj        | Bene Jehuda Tel Awiw       | wypożyczenie          |                 | [ 77 ] |
| NA             | Artur Balicki        |                            | rozwiązanie kontraktu |                 | [ 78 ] |

1. ↑  Zawodnik przebywał w klubie 11 dni.
2. ↑  Dyskwalifikacja przez POLADA.

Kwoty transferowe bez podanego źródła oparto na podstawie Transfermarkt.

Stan na: 17 maja 2021

#### Nowe kontrakty
| Poz            | Nazwisko             | Koniec kontraktu | Typ           | Źródło |
| -------------- | -------------------- | ---------------- | ------------- | ------ |
| Okienko letnie |                      |                  |               |        |
| PO             | Rafał Boguski        | 30 czerwca 2021  | nowy kontrakt | [ 79 ] |
| BR             | Kamil Broda          | 30 czerwca 2021  | przedłużenie  | [ 80 ] |
| OB             | Daniel Hoyo-Kowalski | 30 czerwca 2021  | przedłużenie  | [ 80 ] |
| OB             | Dawid Szot           | 30 czerwca 2021  | przedłużenie  | [ 80 ] |
| OB             | Lukas Klemenz        | 30 czerwca 2021  | przedłużenie  | [ 81 ] |
| PO             | Michał Mak           | 30 czerwca 2021  | nowy kontrakt | [ 82 ] |
| PO             | Jakub Błaszczykowski | 30 czerwca 2021  | nowy kontrakt | [ 83 ] |
| NA             | Aleksander Buksa     | 30 czerwca 2023  | nowy kontrakt | [ 84 ] |
| OB             | Dawid Szot           | 30 czerwca 2023  | nowy kontrakt | [ 85 ] |
| PO             | Gieorgij Żukow       | 30 czerwca 2022  | nowy kontrakt | [ 86 ] |
| OB             | Daniel Hoyo-Kowalski | 30 czerwca 2023  | nowy kontrakt | [ 87 ] |
| Okienko zimowe |                      |                  |               |        |
| PO             | Patryk Plewka        | 31 grudnia 2024  | nowy kontrakt | [ 88 ] |
| BR             | Mateusz Lis          | 30 czerwca 2022  | przedłużenie  | [ 89 ] |
| PO             | Kacper Duda          | 30 czerwca 2023  | nowy kontrakt | [ 90 ] |

1. ↑  Kontrakt został zawarty ustnie pomiędzy reprezentującym piłkarza ojcem, a klubem. Obie strony w styczniu 2021 roku wycofały się z porozumienia.

Stan na: 17 maja 2021

## Zarząd i sztab szkoleniowy

### Przed sezonem
Przed rozpoczęciem sezonu krakowski klub zrezygnował z przedłużania umów Dawidowi Szulczkowi i Pawłowi Sikorze, dwójce asystentów trenera głównego. Sztab opuścił też Leszek Dyja, odpowiadający za przygotowanie fizycznego pierwszego zespołu. Zarząd Wisły podpisał kontrakt z Arturem Skowronkiem na prowadzenie zawodników Wisły przez kolejną edycję ligi. W przedostatnim tygodniu lipca rolę asystenta szkoleniowca głównego objął Grzegorz Mokry po odejściu z Miedzi Legnica. Obowiązki trenera przygotowania fizycznego pierwszego zespołu przejął Piotr Jankowicz. W sztabie szkoleniowym na kolejny sezon z zadaniami analityka pozostał Dominik Dyduła. Nową umowę na następną edycję podpisał także Grzegorz Żmija, trener wiślackich bramkarzy od listopada 2019 roku. W ramach reorganizacji pionu sportowego Damian Salwin, dotychczasowy psycholog pierwszego zespołu, został jednym z asystentów Artura Skowronka.

### Runda jesienna
28 listopada zarząd Wisły poinformował o zwolnieniu Artura Skowronka z funkcji trenera pierwszej drużyny po 380 dniach pracy. Obowiązki związane z prowadzeniem treningów seniorów Białej Gwiazdy, do czasu zakontraktowania nowego trenera, przejęli Kazimierz Kmiecik i Grzegorz Mokry, duet dotychczasowych asystentów. W kolejnym tygodniu przedstawiciele klubu ogłosili podpisanie dwuletniej umowy z Peterem Hyballą, który w lipcu 2020 roku przestał pełnić funkcję głównego szkoleniowca w NAC Breda. Do sztabu krakowskiego zespołu dołączył Maik Drzensla w roli analityka. Zmiana nastąpiła także na stanowisku trenera przygotowania fizycznego. Kontrakt za porozumieniem stron rozwiązał Piotr Jankowicz, a jego zastępcą został Robin Adriaenssen.

### Przerwa zimowa
W ostatnich dniach grudnia z zespołu asystentów za obustronnym porozumieniem odszedł Grzegorz Mokry. Z nowym rokiem współpracę z klubem zakończył Damian Salwin, który od rundy wiosennej poprzedniego sezonu pełnił obowiązki psychologa dla zespołu seniorskiego. 11 stycznia sztab szkoleniowy za porozumieniem stron opuścił Grzegorz Żmija, który odpowiadał za treningi bramkarzy od listopada 2019 roku. Jego zastępcą został Maciej Kowal, poprzednio związany z rezerwami Legii Warszawa.

### Runda wiosenna
W lutym do działu skautingu krakowskiego klubu dołączył Andrzej Iwan, były zawodnik i trener Wisły Po dwóch miesiącach zrezygnował ze współpracy.
Pod koniec lutego sztab szkoleniowy pierwszej drużyny opuścił za porozumieniem stron Daniel Michalczyk, który funkcję trenera przygotowania motorycznego pełnił od 16 czerwca 2010 roku. Zastępczynią na stanowisku została Agnieszka Jasek-Stanek.
W maju przedstawiciele krakowskiego klubu podjęli decyzję o zakończeniu pracy z Peterem Hyballą po 163 dniach pełnienia obowiązków trenera pierwszej drużyny. Umowy za porozumieniem stron zostały rozwiązane także ze współpracownikami niemieckiego szkoleniowca. W ostatnim meczu sezonu przeciwko Piastowi Gliwice zespół poprowadzili w roli tymczasowych trenerów Kazimierz Kmiecik i Mariusz Jop, pełniący poprzednio funkcję asystentów w sztabie.

### Personel
| Stanowisko                                | Imię i nazwisko                   | Uwagi                                |
| ----------------------------------------- | --------------------------------- | ------------------------------------ |
| Prezes                                    | Dawid Błaszczykowski              | od 20 kwietnia 2020                  |
| Wiceprezes                                | Maciej Bałaziński                 | od 19 czerwca 2020                   |
| Przewodniczący rady nadzorczej            | Tomasz Jażdżyński                 | od 19 czerwca 2020                   |
| Wiceprzewodniczący rady nadzorczej        | Jakub Błaszczykowski              | od 19 czerwca 2020                   |
| Wiceprzewodniczący rady nadzorczej        | Jarosław Królewski                | od 19 czerwca 2020                   |
| Trener                                    | Kazimierz Kmiecik, Mariusz Jop    | od 14 maja 2021                      |
| Trener                                    | Peter Hyballa                     | 2 grudnia 2020 – 14 maja 2021        |
| Trener                                    | Kazimierz Kmiecik, Grzegorz Mokry | 28 listopada 2020 – 2 grudnia 2020   |
| Trener                                    | Artur Skowronek                   | 14 listopada 2019 – 28 grudnia 2020  |
| Asystent trenera                          | Damian Salwin                     | 7 sierpnia 2020 – 2 stycznia 2021    |
| Asystent trenera                          | Grzegorz Mokry                    | 21 lipca – 30 grudnia 2020           |
| Asystent trenera                          | Kazimierz Kmiecik                 | od 10 grudnia 2015                   |
| Trener bramkarzy                          | Maciej Kowal                      | od 11 stycznia 2021                  |
| Trener bramkarzy                          | Grzegorz Żmija                    | 14 listopada 2019 – 11 stycznia 2021 |
| Trener przygotowania fizycznego           | Robin Adriaenssen                 | 8 grudnia 2020 – 14 maja 2021        |
| Trener przygotowania fizycznego           | Piotr Jankowicz                   | 25 lipca – 8 grudnia 2020            |
| Trener przygotowania kontroli motorycznej | Agnieszka Jasek-Stanek            | od 28 marca 2021                     |
| Trener przygotowania kontroli motorycznej | Daniel Michalczyk                 | 16 czerwca 2010 – 28 marca 2021      |
| Analityk                                  | Maik Drzensla                     | 4 grudnia 2020 – 14 maja 2021        |
| Analityk                                  | Dominik Dyduła                    | od 8 sierpnia 2019                   |
| Kierownik drużyny                         | Jarosław Krzoska                  | od 12 lipca 2010                     |
| Masażysta                                 | Zbigniew Woźniak                  | od 21 czerwca 1989                   |
| Fizjoterapeuta                            | Marcin Dudzik                     | od 2019                              |
| Fizjoterapeuta                            | Marcin Bisztyga                   | od 2006                              |
| Rehabilitant                              | Karol Biedrzycki                  | od 1 lipca 2018                      |
| Opiekun drużyny                           | Paweł Blitek                      | od sezonu 2016/2017                  |
| Lekarz                                    | Mariusz Urban                     | od 15 listopada 2017                 |
| Psycholog                                 | Damian Salwin                     | 8 lutego 2020 – 2 stycznia 2021      |

Stan na: 17 maja 2021